# Wilfried Ley
Wilfried Ley (* 21. Juni 1944 in Neunkirchen; † 18. März 2023 in Köln) war ein deutscher Ingenieur und Hochschullehrer. Sein Arbeitsgebiet war die Raumfahrttechnik.

## Leben
Ley wurde mit einer Arbeit zur Bewertung von Solarkollektormessungen unter natürlichen und simulierten Bedingungen an der Ruhr-Universität Bochum promoviert. Er übernahm später eine Professur für Raumfahrttechnologie an der Fachhochschule Aachen. Ley wurde am 6. April 2023 in einer Urne auf dem Waldfriedhof des Friedhof Ost in Köln-Dellbrück beigesetzt.

## Veröffentlichungen
Ley war Mitherausgeber eines mehrfach neu aufgelegten und ins Englische übersetzten Handbuchs der Raumfahrttechnik:
- Wilfried Ley, Klaus Wittmann, Willi Hallmann (Hrsg.): Handbuch der Raumfahrttechnik. Carl Hanser, München 2008. ISBN 3-446-41185-2